# 棚瀬襄爾
棚瀬 襄爾（たなせ じょうじ、1910年2月22日 - 1964年12月10日）は、日本の民族宗教学者・アジア地域研究者。

## 経歴

### 出生から終戦まで
1910年、岐阜県本巣郡生まれ。旧制大垣中学校（現岐阜県立大垣北高等学校）を経て、第三高等学校文科甲類へ入学。卒業後は東京帝国大学文学部宗教学科に入学し、1934年に卒業、同大学大学院に進んだ。1936年、東京帝国大学大学院を修了。
卒業後は、1938年より千代田女子専門学校教授となった。一方で、1939年2月より東亜研究所所員を兼ね、研究を続けた。1941年2月に応召し、中国へ出征して漢口で終戦を迎えた。

### 戦後
1946年に復員。戦後は、1947年11月より帝国女子専門学校講師。1949年に龍谷大学教授となり、1959年からは京都大学助教授。1961年3月、研究のため6か月の外国視察に出発(アメリカ合衆国、イギリス、フランス、オランダ、ビルマ、タイ、シンガポール、マラヤ連邦)。それら研究成果をまとめて、1962年に学位論文『他界観念の原始形態―オセアニアを中心として』を京都大学に提出して文学博士号を取得。1963年に京都大学東南アジア研究センター（現京都大学東南アジア地域研究研究所）設立されるにあたっては、1962年より計画準備委員会幹事を務めた。センター設立後は、マレーシア地域研究のリーダーを務めた。しかし在職中の1964年12月10日、狭心症のため急逝。

## 著書

### 単著（邦文）
- 『民族宗教の研究』畝傍書房、1941年
  - 1996年に大空社「アジア学叢書」として復刊。
- 『比律賓の民族』(東研叢書2) 東亜研究所、1942年
  - 1997年に大空社「アジア学叢書」として復刊。
- 『東亞の民族と宗教』河出書房、1944年
- 『宗教文化史学序説』青山書院、1948年
- 『文化人類學』（アテネ新書）弘文堂、1950年
- 『他界観念の原始形態：オセアニアを中心として』（東南アジア研究叢書1） 京都大学東南アジア研究センター、1966年[4]
- 『文化人類学』弘文堂、1971年

### 単著（英文）
- Judith Djamour : Malay kinship and marriage in Singapore アジア・アフリカ文献調査委員会、1964年